# Bobrowe Skały
Bobrowe Skały (niem. Bibersteine) – granitognejsowe skały na północno-wschodnim stoku góry Ciemniak (699 m n.p.m.) w Górach Izerskich, we wschodniej części Kamienickiego Grzbietu. Od północnej strony ściana skalna wysokości około 25–30 m. Na szczycie znajduje się dobry punkt widokowy na Karkonosze (szczególnie ich zachodnią część) oraz Kotlinę Jeleniogórską i w oddali Rudawy Janowickie. Na szczyt skałek prowadzą metalowe schodki. W pobliżu w latach 30. XX w. mieściła się tu popularna restauracja i wieża widokowa, dziś pozostały tylko resztki fundamentów.

## Turystyka
Obok  Bobrowych Skał  przechodzi szlak  z Rozdroża Izerskiego do Rybnicy. Zaczyna się też tutaj (lub kończy) szlak  do Piechowic.

## Przypisy

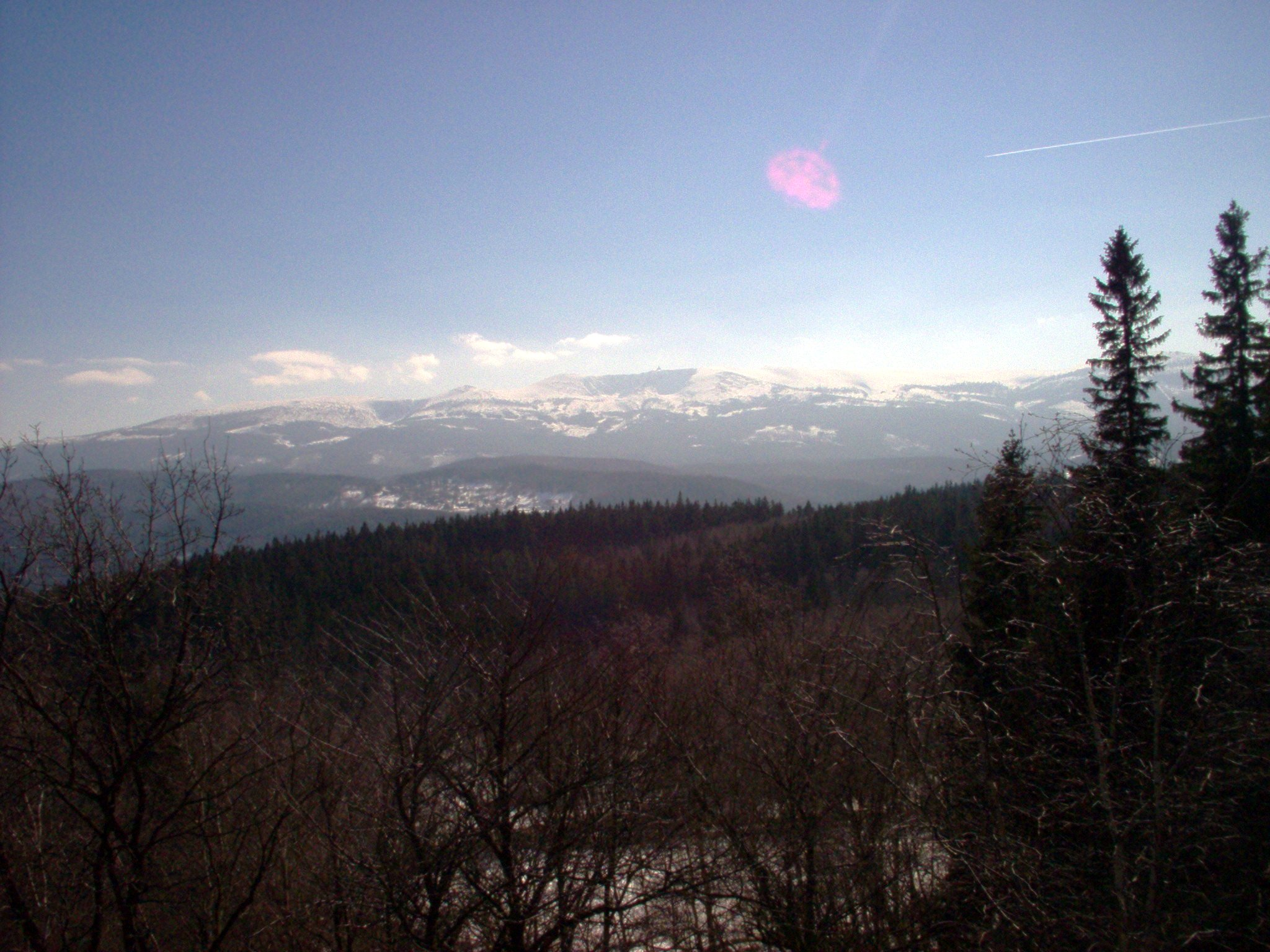
Widok na Karkonosze z Bobrowych Skał

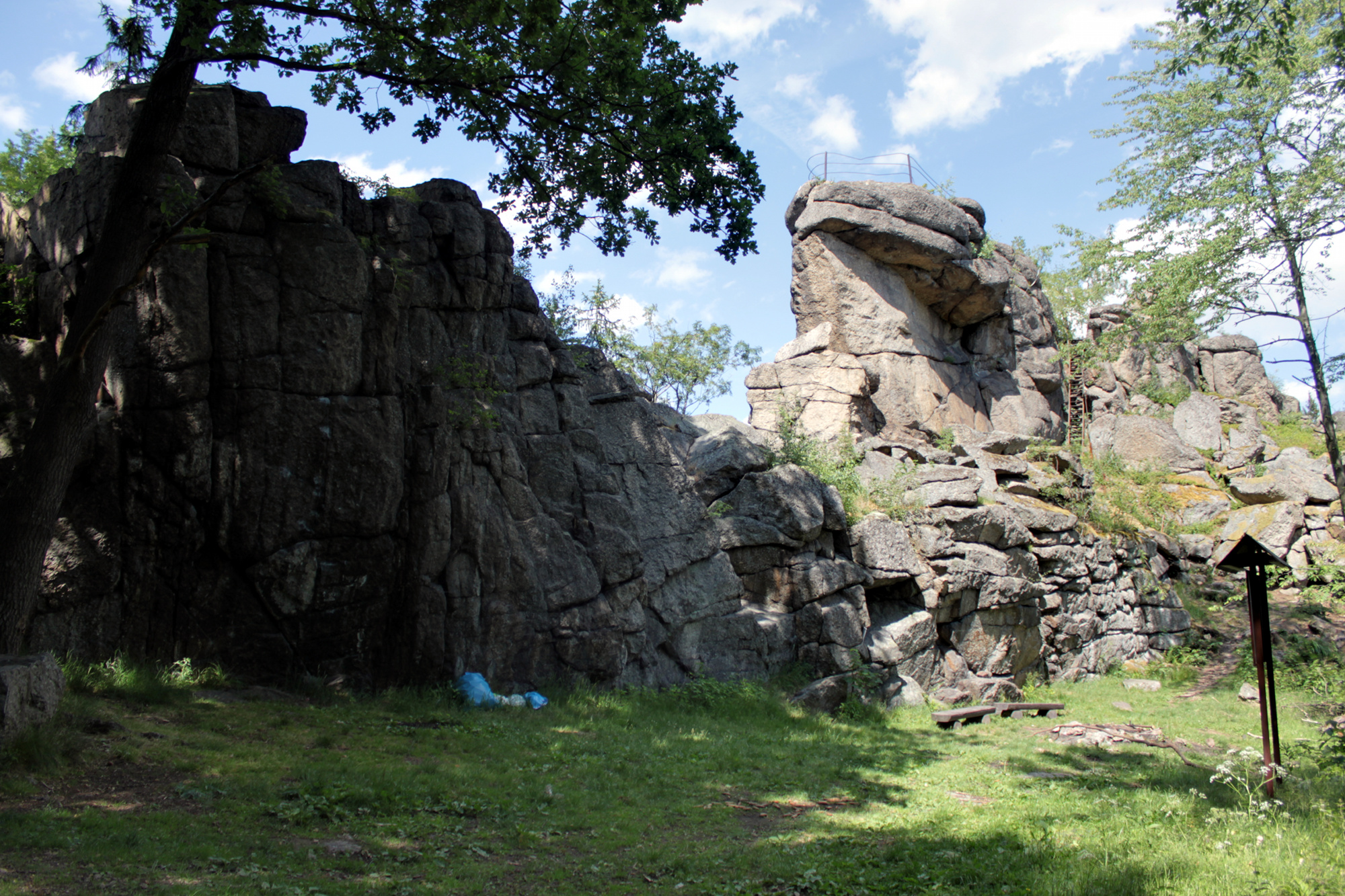
Bobrowe Skały od południowego zachodu